# Dež (roman)
Roman Dež je slovenski mladinski roman iz leta 2001. Avtorica je Nejka Omahen, ta roman je njeno četrto literarno delo. Njen prvi roman Silvija je bil leta 2000 izbran za najljubši Slovenski mladinski roman, po njenem drugem romanu Življenje kot v filmu pa so v Sloveniji posneli istoimenski film. Roman Dež je pisan v prvi osebi, s tem da zgodbo pripovedujeta dve osebi; Lejla in Flora. 

## Vsebina
Roman Dež govori o treh prijateljicah, Lejli, Anabeli in Flori. Lejla in Anabela sta se spoznali, ko sta bili stari 7 let, in sta od takrat naprej bili nerazdružljivi. Najboljši prijateljici sta postali kljub temu, da sta si bili različni. Anabela je bila edinka, po značaju pa nežna, prijazna, tiha in plaha, njena mama je bila duševno bolna zaradi česar jo je Lejla vedno ščitila pred drugimi, Lejla pa je imela še pet sorojencev karakterno pa je bila pravo nasprotje od Anabele, bila je glasna, pogumna, nevljudna, kritična in tudi bolj fantovska. 
Ko sta bili punci stari okoli 12 let, se je v sosednjo hišo preselila Flora. Flore je imela brata Kita, značajsko pa je bila precej podobna Lejli. Lejla je bila sovražno usmerjena proti njej, svoje najboljše prijateljice ni želela deliti z nikomer. Motilo jo je tudi to, da je Flora črnka. Anabele to ni motilo, saj je mislila da se nikogar ne bi smelo soditi samo po barvi polti. 
Flora se je že ko je prvič videla Lejlo odločila, da se bo z njo spoprijateljila. Mislila je da imata z Lejlo enak vihrav značaj, in bi se zato lahko zelo dobro razumeli. Ampak Lejla je njeno prijateljstvo zavračala, z njo ni hotela imeti nič. Anabeli pa je bila Flora všeč, in se je zato trudila da bi jo tudi Lejla sprejela kot prijateljico. 
Januarja Anabela umre v prometni nesreči. Lejlo to zelo močno prizadane, zapre se vase, popusti v šoli. Smrt ji pomaga preboleti Flora, s katero končno postaneta pravi prijateljici.
- Kraj dogajanja: Manjše mesto v Sloveniji
- Čas dogajanja: 1999–2000

Zgodba je v prvi vrsti namenjena mladostnikom, je lahko berljiva ter zanimiva. Roman je zelo dobro napisan, kar omogoči bralcem, da se vživijo v karakterje se z njimi smejijo, ter tudi jočejo. Odlična zgodba o premagovanju težav, rasizmu, smrti, prvi ljubezni in tudi o neizogibni poti k odraslosti. Ob branju tega romana nam postane jasno, zakaj je Nejka Omahen ena izmed najbolj priljubljenih mladinskih avtoric.

## Zbirka
Ta knjiga je bila izdana kot devetnajsti roman znotraj zbirke Dober dan, roman! V isti zbirki sta pred tem bili izdani že dve njeni knjigi, in sicer roman Silvija ter roman Življenje kot v filmu.